# 福克斯湖丘陵 (伊利諾伊州)
福克斯湖丘陵（英語：Fox Lake Hills）是位於美國伊利諾伊州萊克縣的一個人口普查指定地區。

## 地理
福克斯湖丘陵的座標為42°24′46″N 88°07′37″W / 42.41278°N 88.12694°W，而該地最高點為海拔高度228米（即748英尺）。

## 人口
根據2010年美國人口普查的數據，福克斯湖丘陵的面積為4.64平方千米，當中陸地面積為3.14平方千米，而水域面積為1.40平方千米。當地共有人口2591人，而人口密度為每平方千米558.41人。